# New Kids on the Block
New Kids on the Block (NKOTB) var ett pojkband från Boston i Massachusetts i USA som bildades 1984 och upplöstes 1994. Pojkbandet släppte sitt första album New Kids on the Block 1986 och hade under slutet av 1980-talet och början av 1990-talet hits som till exempel "Step by Step", "Hangin' Tough", "You Got It (The Right Stuff)" och "Cover Girl". Sångaren Jordan Knight blev en stor flickidol.
Bandet återförenades 2008 och släppte albumet The Block. Under 2011 kommer New Kids on the Block att turnera tillsammans med Backstreet Boys i USA och Kanada under gemensamma namnet NKOTBSB.
2013 släpptes albumet 10 och följdes av en USA-turné. År 2014 fortsatte de med Europa.

## Medlemmar
- Jordan Knight
- Donnie Wahlberg
- Jonathan Knight
- Joey McIntyre
- Danny Wood

## Diskografi

### Album
- 1986 – New Kids on the Block
- 1988 – Hangin' Tough
- 1989 – Merry, Merry Christmas
- 1990 – Step by Step
- 1991 – No More Games/The Remix Album
- 1994 – Face the Music
- 2008 – The Block
- 2013 – 10
- 2017 – Thankful

#### Tillsammans med Backstreet Boys
- 2011 – NKOTBSB